# Rida Al-Tubuly
Rida Ahmed al-Tubuly (àrab: رضا الطبولي, Riḑā aṭ-Ṭubūlī), també Riḍā aṭ-Ṭubūlī i Rida Al-Tubuly (Trípoli, Líbia, 1957) és una farmacòloga i activista líbia. És professora de farmacologia a la Universitat de Trípoli. És activista per a la igualtat de gènere i ha fet campanya a favor de la implementació de la Resolució 1325 del Consell de Seguretat de les Nacions Unides. Va ser seleccionada com una de les 100 dones més influents de l'any 2019 per la BBC.

## Infància i educació
La primera situació de discriminació de gènere amb què es va topar Al-Tubuly va ser a l'edat de cinc anys, quan no li van deixar acompanyar els seus germans a jugar fora de casa. Al-Tubuly va estudiar a la Universitat de Varsòvia, i es va graduar amb un màster l'any 1987. Es va traslladar al Regne Unit per fer estudis de postgrau. Va obtenir el doctorat en farmacologia a l'Imperial College London l'any 1997. També va obtenir un màster en Dret Internacional dels Drets Humans a la Universitat d'Essex.
Rida Al-Tubuly és professora de farmacologia a la Universitat de Trípoli i va treballar com a Cap de Matriculació de Medicina al Ministeri de Salut de Líbia. En aquest càrrec va actuar com a mediadora entre l'Organització Mundial de la Salut i Líbia.

### Activisme social
Al-Tubuly va fundar el moviment Maan Nabneeha, ‘Junts ho Construïm’ (TWBI), l'any 2011, una organització sense ànim de lucre que té per objectiu involucrar els joves i les dones en la política. Va fundar la xarxa 1325, un col·lectiu d'organitzacions de la societat civil que té per objectiu implementar la Resolució 1325 del Consell de Seguretat de les Nacions Unides (RCSNU 1325), una resolució que es va centrar en les dones, la pau i la seguretat. Ella és coautora del primer informe civil sobre la RCSNU 1325, que va ser publicada a Nova York al 2014. TWBI també va crear la base de dades de dones líbies, una xarxa de dones professionals de tot Líbia.
Des del 2012 al-Tubuly ha treballat en l'empoderament de les dones en els processos democràtics. Ha animat les dones a ser implicar-se més en la presa de decisions i les ha donat suport per presentar-se a càrrecs de responsabilitat. A més, ha qüestionat les Nacions Unides per no haver involucrat les dones líbies en les converses de pau, quan elles han patit de forma considerable les conseqüències de la guerra. En el mateix sentit, ha debatut sobre l'impacte que la guerra té en la llibertat del moviment de les dones i les nenes i en el seu accés a l'educació. Creu que s'hauria de prohibir totalment el comerç d'armes amb Líbia. Al-Tubuly ha donat testimoni i proporcionat dades sobre els drets de les dones a Líbia en el Consell de Drets Humans de les Nacions Unides i treballa com a experta en el Consell d'Europa.
Al-Tubuly va ser nomenada com un de les 100 dones més influents d'arreu del món segons la BBC.

## Publicacions
- al-Tubuly, Rida «Angiotensin II receptor expression and inhibition in the chronically hypoxic rat lung». British Journal of Pharmacology, 1996. DOI: 10.1111/j.1476-5381.1996.tb16025.x.
- al-Tubuly, Rida «The regulation of pulmonary vascular tone». British Journal of Pharmacology, 1996. DOI: 10.1046/j.1365-2125.1996.37117.x.
- al-Tubuly, Rida «Effects of Retama raetam (Forssk.) Webb & Berthel.(Fabaceae) on the central nervous system in experimental animals». Arch. Biol. Sci., Belgrade, 2011. DOI: 10.2298/ABS1104015A.